# Sporobolus tenuissimus
Sporobolus tenuissimus är en gräsart som först beskrevs av Schrank., och fick sitt nu gällande namn av Carl Ernst Otto Kuntze. Sporobolus tenuissimus ingår i släktet droppgräs, och familjen gräs. Inga underarter finns listade i Catalogue of Life.